# Liste der Bodendenkmäler in Kühlenthal
Auf dieser Seite sind die Bodendenkmäler in der schwäbischen Gemeinde Kühlenthal zusammengestellt. Diese Tabelle ist eine Teilliste der Liste der Bodendenkmäler in Bayern. Grundlage ist die Bayerische Denkmalliste, die auf Basis des Bayerischen Denkmalschutzgesetzes vom 1. Oktober 1973 erstmals erstellt wurde und seither durch das Bayerische Landesamt für Denkmalpflege geführt wird. Die folgenden Angaben ersetzen nicht die rechtsverbindliche Auskunft der Denkmalschutzbehörde.

## Bodendenkmäler in Kühlenthal
| Lage       | Objekt                                                        | Akten-Nr.     | Bild |
| ---------- | ------------------------------------------------------------- | ------------- | ---- |
| (Standort) | Burgstall des Mittelalters.                                   | D-7-7430-0048 |      |
| (Standort) | Grabhügel vorgeschichtlicher Zeitstellung.                    | D-7-7430-0049 |      |
| (Standort) | Körpergräber der Bronzezeit.                                  | D-7-7430-0068 |      |
| (Standort) | Siedlung der Urnenfelderzeit.                                 | D-7-7430-0074 |      |
| (Standort) | Körpergräber vor- und frühgeschichtlicher Zeitstellung.       | D-7-7430-0249 |      |
| (Standort) | Siedlung des Neolithikums, der Bronzezeit und der Latènezeit. | D-7-7430-0257 |      |